# Herb gminy Mogilany
Herb gminy Mogilany – jeden z symboli gminy Mogilany.

## Wygląd i symbolika
Herb przedstawia na tarczy koloru błękitnego srebrną dzwonnicę ze złotym dzwonem i pięcioma czerwonymi szczytami. W najwyższym punkcie umieszczono złoty krzyż. Jest to nawiązanie do budowli, znajdującej się przy kościele w Mogilanach.